# Nigilgia adjectella
Nigilgia adjectella is een vlinder uit de familie Brachodidae. De wetenschappelijke naam voor de soort is voor het eerst geldig gepubliceerd in 1863 door Francis Walker.
De soort komt voor in het Afrotropisch gebied.

## Andere combinaties
- Phycodes adjectella Walker, 1863